# 夸扎尔-若什
夸扎尔-若什（法語：Coizard-Joches，法語發音：[kwazaʁ ʒɔʃ]）是法国马恩省的一个市镇，位于该省西南部，属于埃佩尔奈区。该市镇于1847年由原市镇夸扎尔（Coizard）和若什（Joches）合并而成。

## 地理
夸扎尔-若什（48°49'41"N, 3°51'57"E）面积10.78 平方千米，位于法国大東部大區马恩省，该省份为法国东北部内陆省份，北起阿登省，西北接埃纳省，西南接塞纳-马恩省，南至奥布省，东南接上马恩省，东临默兹省。
与夸扎尔-若什接壤的市镇（或旧市镇、城区）包括：孔日、大布鲁西、库尔若内、韦尔-土伦、维勒沃纳尔。
夸扎尔-若什的时区为UTC+01:00、UTC+02:00（夏令时）。

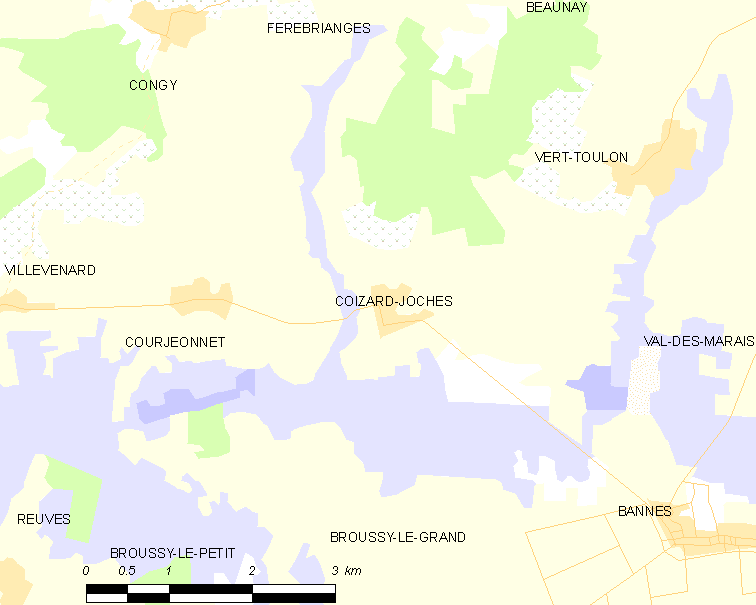
夸扎尔-若什的OSM定位图

## 行政
夸扎尔-若什的邮政编码为51270，INSEE市镇编码为51157。

## 政治
夸扎尔-若什所属的省级选区为多尔芒-香槟景县。

## 交通
马恩省省道D43线、D45线和D243线在市中心交汇。

## 人口

1962-2008年间夸扎尔-若什人口变化图示

夸扎尔-若什于2022年1月1日时的人口数量为91人。